# Zeppelin (Schiff, 1914)
Das Dampfschiff Zeppelin war ein Passagierschiff, das im Auftrag des Norddeutschen Lloyds in Bremen gebaut wurde. Bekannt wurde es (insbesondere in Deutschland und Norwegen) aber unter dem späteren Namen Dresden.

## Bauwerft
Der Stapellauf des Schiffes fand am 9. Juni 1914 in der Bremer Vulkan in Vegesack statt. Übergeben wurde es an den Norddeutschen Lloyd unter dem Namen Zeppelin am 21. Januar 1915.

## Der Erste Weltkrieg

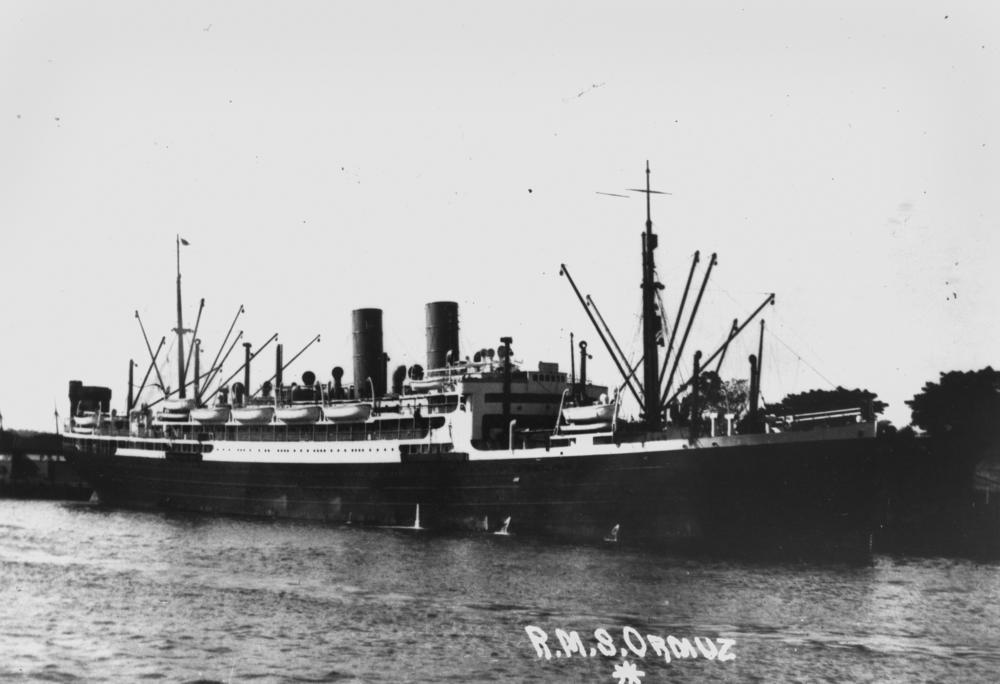
Während ihrer Zeit als Ormuz

Wegen des Ersten Weltkriegs wurde das Dampfschiff Zeppelin zunächst nicht in Dienst gestellt, sondern in Bremen aufgelegt. Nach dem Ersten Weltkrieg wurde das Schiff als Reparationsleistung an Großbritannien übergeben und sollte von der White Star Line bereedert werden. Es wurde jedoch sofort an die US Navy’s Transport Force übergeben und zur schnellen Rückführung der nordamerikanischen Soldaten vom ehemaligen europäischen Kriegsschauplatz eingesetzt. Es hat mindestens zwei Reisen über den Atlantik mit jeweils 7.500 Militärangehörigen an Bord durchgeführt. Ende November 1919 kehrte die Zeppelin nach New York zurück und wurde im Dezember desselben Jahres an Großbritannien zurückgegeben. Das Schiff wurde an die Orient S. N. Company in London verkauft und in Ormuz umbenannt. Die erste Reise unter britischer Flagge nach einer fast zweijährigen Umbauzeit begann am 12. November 1921. Eingesetzt wurde das Schiff im Liniendienst zwischen London und Australien.

## Die Zeit der Auswanderer
1927 wurde der Dampfer vom Norddeutschen Lloyd zurückgekauft und in Dresden umbenannt. Ab dem 5. August fuhr das Schiff im Liniendienst Bremen – Southampton – Cherbourg – New York. Tausende von Auswanderern fuhren mit dem Schiff in eine neue Zukunft. Die letzte Reise ging am 7. September 1933 von Bremen über Cherbourg und Galway nach New York.

## Die Zeit der KdF-Reisen
Für die ersten KdF-Reisen wurden von den deutschen Passagierschiffs-Reedereien meist ältere Passagierschiffe zunächst gechartert. Im Mai 1934 machte die Reederei Hamburg Süd mit der Monte Olivia und der Norddeutsche Lloyd mit der Dresden den Anfang. Für die siebente Urlaubsreise Kraft durch Freude war ebenfalls die Dresden im Einsatz. Das Schiff des Norddeutschen Lloyd machte mit 993 Fahrtteilnehmern an Bord am 11. Juni 1934 um 12:00 Uhr die Leinen zur ersten Fahrt mit der geplanten Gesamtdistanz von 936 Seemeilen (1783 km) los. Die Reise endete am 15. Juni um 12:00 Uhr in Bremerhaven.

## Untergang und Verbleib
Die letzte Fahrt der Dresden führte nach Norwegen und sollte fünf Tage dauern. Am 20. Juni 1934 um 19:18 Uhr hatte sie einen Abstand von etwa 400 m vom Seezeichen Aresgrunnen. Dort lief das Schiff während eines Sturmes auf Position 59° 12′ 7″ N, 5° 19′ 8″ O vor der Insel Karmøy auf Grund. Nach dem Auflaufen hatte das Schiff sofort starke Schlagseite. Alle 537 Passagiere und Besatzungsmitglieder konnten vom norwegisch/dänischen Dampfer Kong Haakon abgeborgen werden, es gab 14 Verletzte und zwei Todesopfer. Am nächsten Tag kenterte die Dresden. Dabei kamen vier Personen um, die sich noch zu Bergungsarbeiten an Bord befanden. In Berlin wurde überlegt, wie man das Unglück der Öffentlichkeit erklären kann. „Der Dampfer Dresden wurde ein Opfer höherer Gewalt“ lautet die Angabe zur Art des Unglücks. Im August 1934 wurden große Stahlteile in Stavanger verschrottet. Die Wrackreste sind für Taucher leicht von der Küste aus zugänglich und liegen in 4 bis 10 Metern Tiefe.